# アクアシティー
ショッピングセンターアクアシティー（英語: AQUA CITY）は、徳島県吉野川市鴨島町上下島にあったショッピングセンター。2021年（令和3年）1月10日に閉店。西側店舗（西松屋、ジョイフル）の賃貸業のみを行っている。

## 沿革
- 1994年（平成6年）11月18日 - マルヨシセンターを核とした商業施設としてオープン[1]。
- 2021年（令和3年）01月10日 - 建物の大半をイオンリテールに売却し閉店[2]。
- 2021年（令和3年）  1月以降  ‐ 西側2店舗の建物賃貸会社として存続。

## 交通
- JR徳島線鴨島駅より徒歩約10分。
- 徳島自動車道「土成インターチェンジ」より車で約40分。